# Brian Lebler
Brian Lebler (* 16. Juli 1988 in Klagenfurt am Wörthersee) ist ein austro-kanadischer Eishockeyspieler, der beim EHC Linz in der ersten österreichischen Liga unter Vertrag steht. Sein Vater Edward und sein Bruder Michael waren ebenfalls Eishockeyspieler.

## Karriere
Lebler wurde in Klagenfurt am Wörthersee geboren und ging mit seiner Familie im Alter von vier Jahren zurück nach Kanada. Dort begann er seine Karriere als Eishockeyspieler bei den Penticton Vees, für die er von 2004 bis 2006 in der Juniorenliga British Columbia Hockey League aktiv war. Anschließend besuchte er vier Jahre lang die University of Michigan, für deren Eishockeymannschaft er parallel zu seinem Studium in der Central Collegiate Hockey Association spielte. Mit der University of Michigan gewann er 2008 und 2010 jeweils die Meisterschaft der CCHA. In der Saison 2010/11 gab der Flügelspieler sein Debüt im professionellen Eishockey, als er für die Syracuse Crunch aus der American Hockey League und deren Kooperationspartner Elmira Jackals aus der ECHL auf dem Eis stand. Zur Saison 2011/12 wechselte er zusammen mit seinem Bruder Michael zum EHC Linz aus der Österreichischen Eishockey-Liga. Mit der Mannschaft gewann er auf Anhieb den nationalen Meistertitel.
Nachdem er für die Saison 2014/15 als Torschützenkönig auch wertvollster Spieler der Österreichischen Liga ausgezeichnet worden war, wechselte er im Mai 2015 vom EHC Black Wings Linz zu den Panthern des ERC Ingolstadt und zog dabei eine Ausstiegsklausel in seinem Vertrag, die ihm einen Wechsel ins Ausland ermöglichte. Nach einer Saison in Ingolstadt kehrte er nach Linz zurück. Wieder in Linz wurde er 2017 erneut Torschützenkönig der Österreichischen Eishockeyliga.

### International
Lebler debütierte am 8. November 2013 beim 2:0-Erfolg gegen Slowenien in Innsbruck in der Nationalmannschaft seines Geburtslandes und stand für sie erstmals bei den Olympischen Winterspielen 2014 in Sotschi bei einem großen Turnier auf dem Eis. Im selben Jahr nahm er sodann an der Division I der Eishockey-Weltmeisterschaft 2014 teil und erreichte mit der Österreichischen Mannschaft den Aufstieg in die Top-Division. Bei diesem Turnier war er bester Torschütze und nach seinem Mannschaftskameraden Thomas Koch auch zweitbester Scorer und wurde folgerichtig auch in das All-Star-Team gewählt. Nachdem er mit den Alpenländlern bei der Weltmeisterschaft 2015 den Klassenerhalt verpasst hatte, spielte er 2016 und 2017 wieder in der Division I. Zudem vertrat er seine Farben bei der Olympiaqualifikation für die Winterspiele in Pyeongchang 2018.

## Erfolge und Auszeichnungen
| - 2008 Mason-Cup-Gewinn mit der University of Michigan - 2010 Mason-Cup-Gewinn mit der University of Michigan - 2012 Österreichischer Meister mit dem EHC Linz | - 2015 Torschützenkönig und wertvollster Spieler der Österreichischen Eishockey-Liga - 2017 Torschützenkönig der Österreichischen Eishockey-Liga |

### International
- 2014 Aufstieg in die Top-Division bei der Weltmeisterschaft der Division I, Gruppe A
- 2014 Bester Torschütze der Weltmeisterschaft der Division I, Gruppe A
- 2014 All-Star-Team der Weltmeisterschaft der Division I, Gruppe A
- 2017 Aufstieg in die Top-Division bei der Weltmeisterschaft der Division I, Gruppe A

## Karrierestatistik
(Legende zur Spielerstatistik: Sp oder GP = absolvierte Spiele; T oder G = erzielte Tore; V oder A = erzielte Assists; Pkt oder Pts = erzielte Scorerpunkte; SM oder PIM = erhaltene Strafminuten; +/− = Plus/Minus-Bilanz; PP = erzielte Überzahltore; SH = erzielte Unterzahltore; GW = erzielte Siegtore; 1 Play-downs/Relegation; Kursiv: Statistik nicht vollständig)